# اینسوهتسی
شهر اینسوهتسی (به رومانیایی: Însurăţei) در شهرستان برئیلا در کشور رومانی واقع شده‌است. جمعیت این شهر ۷٬۵۰۱ نفر  است.